# Álvaro Pires (futebolista)
Álvaro Henrique Alves Pires, mas conhecido como Álvaro Pires (Jardinópolis, 11 de março de 1985) é um ex-futebolista brasileiro que atuava como meio-campista.

## Clubes
- 2004/2006 Internacional
- 2007 Joinville
- 2007/2008 PFC Spartak Nalchik
- 2008 Los Angeles Galaxy
- 2009 Fortaleza
- 2010 Luverdense
- 2010 Bragantino
- 2015 Aimoré

## Títulos
Internacional
- Campeonato Gaúcho: 2004 e 2005

Fortaleza
- Campeonato Cearense: 2009